# Пономаренко Єва Мартиянівна
Є́ва Мартия́нівна Пономаре́нко (нар. 20 січня 1950 року, Андріївка (Коростенський район)) — поетеса, член НСПУ (2006), інженер-технолог.

## Біографічні дані
Народилася 20 січня 1950 року в Андріївці Коростенського району Житомирської області.
У 1976 році закінчила Український заочний політехнічний інститут у Харкові. З 1972 по 2007 рік працювала інженером-технологом на підприємстві «Кримський титан» в Армянську.

## Творча робота
У 1963 році дебютувала віршем «До Тараса Шевченка» в олевській районній газеті. Творчість авторки охоплює «вічні теми», такі як материнство, кохання, жіноча доля, а також загальні питання людського існування. У її поезії відображено різні етапи життя, як фізичну, так і інтелектуальну працю. У віршах зображено чітку прив'язаність до сучасної реальності, що підтверджено її словами: «Я горда тим, що українка зроду, і що б там не судилося мені, я, калинова гілочка народу, ніколи не схилюся у борні!».
Про поетесу у 2009 році на ТРК «Північний Крим» створено фільм «Журавлиний спів Єви Пономаренко».

### Основні твори
За ЕСУ:
- Серебрянная полынь. — Красноперекопск, 1998;
- Вогонь життя. — Сф., 1999;
- Мозаїка життя. — Сф., 2001;
- Журавлиний спів. — Сф., 2003; 2005;
- Свої слова не стала сповивать. — Сф., 2011;
- Спів, що зринав у голубій блакиті. — Сф., 2013;
- Калинова гілочка народу. — Хм., 2017;
- Заграй, сопілочко! — Хм., 2017;
- Впаде роса на суховії. — Хм., 2017;
- Острівці мого болю. — Хм., 2020[1].

## Джерело
- М. Я. Вишняк. Пономаренко Єва Мартиянівна // Енциклопедія сучасної України / ред. кол.: І. М. Дзюба [та ін.] ; НАН України, НТШ. — К. : Інститут енциклопедичних досліджень НАН України, 2001–2024. — ISBN 966-02-2074-X.